# Силезские компилятивные анналы
Силезские компилятивные анналы лат. Annales silesiaci compilati — составленная в кон. XV в. на латинском языке историческая компиляция из польских и силезских анналов, с включением ряда документов по ранней истории Тевтонского ордена. По мнению издателя XIX в. В. Арндта эти анналы могли находиться в какой-то связи с Историей ордена тевтонских крестоносцев Лаврентия Блюменау. Охватывают период с 965 по 1249 гг. Сохранились в рукописи XV в. Представляют интерес некоторые сообщения этого источника относительно истории папства в X-XI вв. (о Сильвестре II), о языческих обычаях пруссов, о событиях монгольского нашествия в З. Европу в 1241-1242 гг.

## Издания
- Annales silesiaci compilati / ed. W. Arndt // MGH SS. Bd. XIX. Hannover, 1866, p. 536-540[2].

- Annales silesiaci compilati / wydal M. Blazowski // MPH, Tomus 3. Lwow. 1878, p. 657-679[3].

## Переводы на русский язык
- Силезские компилятивные анналы в переводе А. С. Досаева на сайте Восточная литература